# لويس غاريستو
لويس غاريستو (بالإسبانية: Luis Garisto)‏ مواليد 3 ديسمبر 1945 في مونتفيدو - الوفاة 21 نوفمبر 2017 في مونتفيدو، كان لاعب كرة قدم أوروغوياني كان يلعب في مركز الدفاع. سبق له أن لعب في كأس العالم لكرة القدم مع منتخب بلاده.

## روابط خارجية
- لويس غاريستو على موقع الاتحاد الدولي (مؤرشف)  (الإنجليزية)
- لويس غاريستو على موقع الاتحاد الأوربي (الإنجليزية)
- لويس غاريستو على موقع قاعدة بيانات كرة القدم.إي يو (الإنجليزية)
- لويس غاريستو على موقع ناشيونال فوتبول تيمز (الإنجليزية)
- لويس غاريستو على موقع Soccerway.com (الإنجليزية)
- لويس غاريستو على موقع عالم كرة القدم.نت (الإنجليزية)